# RK Mornar-Crikvenica
RK Mornar-Crikvenica je hrvatski rukometni klub iz Crikvenice sa sjedištem u Kotorskoj 15/A. Klub organizira turnire, utakmice i športske priredbe, skrbi o odgoju i izdizanju i izboru stručnih kadrova za potrebe kluba.
Današnji RK "Mornar-Crikvenica" nastao je spajanjem RK Mornara i RK Crikvenice 2017. godine.
U Crikvenici je rukomet ono što je nogomet za ostatak svijeta, više od igre. Klub je dio povijesti grada i to ne samo u športu. 2015. godine klub je bio u neočekivanoj financijskoj krizi. Bio je pred gašenjem. U trenutku krize u Crikvenici su djelovala četiri rukometna kluba, pa se opet potegnulo pitanje pitanje trebaju li Crikvenici toliki klubovi, jer tko može to izfinancirati i osigurati dostatan igrački kadar. Grad je godišnje za rukomet osiguravao milijun kuna iz proračuna, od čega 720 tisuća kuna za redovnu djelatnost, a gotovo 300 tisuća kuna za korištenje dvorane u kojima treniraju i igraju rukometaši. Tada prvoligaš (ne premijerligaš) RK Crikvenica dobivala je iz proračuna 350 tisuća kuna, drugoligaš RK Mornar Dramalj 145 tisuća, četvrtoligaš RK Selce gotovo 60 tisuća i Primorska škola rukometa 30 tisuća kuna.
Dva kluba koji tvore Mornar-Crikvenicu imaju različita vremena osnivanja. Mornar je nastao 1980. godine. Crikvenica je osnovana 1956. na inicijativu i uz vođenje nastavnika gimnastike u Gimnaziji, gospodina Branka Banjanina. U natjecateljski sustav Crikvenica se uključila jeseni 1956. godine.
Najveći uspjeh RK Crikvenice u povijesti je kad je njihov rukometaš Zvonimir Kutija bio prvi strijelac završnice na Final-fouru Rukometnog kupa HRS u Splitu.
Mladi perspektivni rukometaš Matija Car, prvoticam,  pozvan je 2018. godine sudjelovati radu Kampa Hrvatskog rukometnog saveza u Zadru, u programu rukometaša 2002. i 2003. godište. Perspektivnost su zapazili treneri Ivica Žirovec, Valter Matošević i koordinator HRS-a i Zdravko Zovko na čiju je preporuku u kampu s najboljim hrvatskim rukometašima svoje generacije.

## Uspjesi
Druga hrvatska rukometna liga
- prvak: 2017./18. (Zapad)

## Unutrašnje poveznice
- RK Crikvenica
- RK Mornar Dramalj

## Vanjske poveznice
- Službene stranice  Arhivirana inačica izvorne stranice od 27. kolovoza 2018. (Wayback Machine)
- Facebook
- furkisport.hr/hrs, MORNAR-CRIKVENICA